# Hippolyte-Jules Pilet de La Mesnardière
Pour les articles homonymes, voir Pilet.
Hippolyte-Jules Pilet de La Mesnardière, né au Loroux-Bottereau en 1610 et mort à Paris le 4 juin 1663, est un médecin, poète et auteur dramatique français.

## Biographie
La patrie de ce Poitevin lui fournit une belle occasion de se faire auteur lorsque les religieuses de la ville de Loudun se crurent possédées dans l’affaire des possédées de Loudun. Un docte médecin protestant, l’Écossais Marc Duncan, dont il est parlé dans le dictionnaire de Bayle, à l’article Cerisantes, publia une dissertation où son dessein était de prouver qu’il ne leur arrivait rien d’étonnant qui ne pût être l’effet d’une imagination dérangée par un excès de mélancolie. La Mesnardière, qui ne faisait que de sortir alors des écoles de Nantes, où il avait été reçu docteur en médecine, s’avisa donc de défendre la thèse contraire.
Son ouvrage ayant plu infiniment au cardinal de Richelieu dont on sait assez quel intérêt il prenait à cette affaire, que termina le supplice d’Urbain Grandier, son auteur, flatté de se voir dans l’estime du premier ministre, vint aussitôt à Paris, où il fut d’abord médecin ordinaire de Gaston, duc d’Orléans, puis lecteur ordinaire de la Chambre du roi. La  Mesnardière était riche. Outre sa maison de Besse, il avait une charge de lecteur du roi qui ne lui rapportait que 600 livres de gages. Quoi qu’il en soit, dès qu’il se fut fixé à Paris, La Mesnardière ne fit plus d’ouvrages de médecine et ne parut occupé que de belles-lettres.
Il ouvrit sa carrière par le Panégyrique de Trajan par Pline le Jeune, dont il publia une paraphrase des plus libres, sans respect pour le tour concis de l’original. Tombant ensuite dans une autre extrémité, il traduisit servilement les Lettres du même auteur et, par la torture où il se mit pour les rendre mot à mot, il n’y laissa presque rien de cette facilité qui fait le mérite du style épistolaire sans considérer pas qu’il y a un milieu entre la paraphrase et la version littérale ; que celle-ci dérobe toujours des grâces nécessaires, et que celle-là en prête rarement d’utiles.
Il a donné un assez gros volume sur la Poétique, et ce n’est pourtant que l’ébauche d’un plus vaste dessein, mais la mort de Richelieu, qui l’avait engagé à ce travail, fut apparemment cause qu’il ne l’acheva pas. Il s’était proposé d’abord d’embrasser toutes les parties de l’art, mais il n’a exécuté que ce qui regarde la tragédie et l’élégie. Il donne là-dessus des préceptes empruntés des anciens et il les expose, pas toujours avec une brièveté didactique, mais souvent avec un faste oratoire et des exemples tirés quelquefois de son propre fonds, car il avait fait quantité de vers et une tragédie, entre autres, intitulée Alinde, qui n’eut point de succès. On a regardé autrefois cet auteur comme « un virtuose qui avait fort bien écrit de toutes manières, et qui avait laissé des ouvrages de lui sérieux et galants, dignes de beaucoup d’estime. »
Tour à tour physicien, traducteur, critique, poète, historien, La Mesnardière s’est exercé dans tous les genres, mais tous ses ouvrages sont tombés dans l’oubli. Il succéda à Tristan L'Hermite au fauteuil 17 de l’Académie française en 1655.

## Jugements
- Jean Chapelain

« Il écrit avec facilité et assez de pureté en vers et en prose, moins faible en français qu’en latin. Son style est mol et étendu, et, dans ses longues expressions, se délaye et se perd ce qu’il y pourrait avoir de raisonnable. Quand il se veut élever, il dégénère en obscurité et ne fait paraître que de beaux mots qui ne font que sonner et ne signifient rien. Sa paraphrase, plutôt que sa traduction du Panégyrique de Pline, et sa Poétique le font paraître dépourvu de jugement, aussi bien que les pièces de son invention qui font le principal du volume de vers qu’il a publiés. Son Traité des esprits naturels et sa Paraphrase de quelques épigrammes de l’Anthologie ne sont pas méprisables, et s’il n’avait fait voir que cela, il en serait plus estimé ; enfin, ce n’est pas un homme dont on ne puisse rien faire, ni sur quoi on puisse appuyer aucun dessein où il faille jouir de tant soit peu de cervelle. »

— Mémoire à Colbert
- Boileau

« On ne lit guère plus Rampale et Mesnardière »

— L'art poétique (Chant IV)

## Œuvres
- Traité de la mélancolie, sçavoir si elle est la cause des effets que l’on remarque dans les possédées de Loudun, tiré des Réflexions de M. [de La Mesnardière] sur le Discours de M. D. [Duncan] (1635) Texte en ligne
- Raisonnemens de Mesnardière sur la nature des esprits qui servent aux sentimens (1638)
- La Poétique (1639) Texte en ligne
- Le Caractère élégiaque (1640)
- Alinde, tragédie (1643) Texte en ligne
- Lettre du sr Du Rivage contenant quelques observations sur le poème épique et sur le poème de la Pucelle (1656)
- Les Poésies de Jules de La Mesnardière (1656)
- La Sérénissime reyne de Suède Christine venant en France, sonnet au Roy (1656)[2]
- Chant nuptial pour le mariage du Roy (1660)
- Relations de guerre, contenant : le secours d’Arras, en l’année 1654, le siège de Valence, en l’année 1656, et le siège de Dunkercke, en l’année 1658 (1662)
- Pour le mariage de Mgr le comte et de Mlle Mancini, sonnet à son Altesse Sérénissime (s. d.)

Traduction
- Pline le Jeune : Panégyrique de Trajan (1638)